# Ranunculus ussuriensis
Ranunculus ussuriensis Kom. – gatunek rośliny z rodziny jaskrowatych (Ranunculaceae Juss.). Występuje endemicznie w północnej Japonii, w Korei Północnej, wschodniej części Syberii oraz w Chinach (w Heilongjiang, środkowej i wschodniej części Jilin i we wschodnim Liaoning). 

## Morfologia
PokrójBylina dorastająca do 7–20 cm wysokości.
LiścieSą trójdzielne. W zarysie mają kształt od nerkowatego do prawie kulistego, złożone z odwrotnie owalnych segmentów. Mierzą 1–2 cm długości oraz 2–4 cm szerokości. Nasada liścia jest ucięta. Ogonek liściowy jest nagi i ma 4–14 cm długości.
KwiatySą pojedyncze. Rozwijają się na szczytach pędów. Mają żółtą barwę. Osiągają 12–18 mm średnicy. Mają 5 eliptycznych działek kielicha, które dorastają do 4–6 mm długości. Mają 5 odwrotnie owalnych płatków o długości 7–8 mm.
OwoceOwłosione niełupki o prawie kulistym kształcie i długości 1–2 mm. Tworzą owoc zbiorowy – wieloniełupkę o jajowatym lub prawie kulistym kształcie i 5–8 mm długości.

## Biologia i ekologia
Rośnie w lasach. Występuje na wysokości do 1300 m n.p.m. Kwitnie od kwietnia do maja. 